# مطار خورخي تشافيز الدولي
مطار خورخي تشافيز الدولي (بالإسبانية: Aeropuerto Internacional Jorge Chávez) (إياتا: LIM، إيكاو: SPJC)، هو مطار دولي يقع في كاياو، 11 كيلومترا (7 أميال) عن العاصمة ليما. يعد المطار الأكبر والأكثر نشاطا في بيرو.

## الخطوط والوجهات

### المسافرين
| شركـات طيـران                   | الوجهات |
| ------------------------------- | --- |
| الخطوط الجوية الأرجنتينية       | Buenos Aires–Aeroparque |
| طيران المكسيك                   | مطار بينيتو خواريز الدولي |
| Aeroregional                    | عارض: Machala |
| طيران أوروبا                    | مطار مدريد باراخاس الدولي |
| الخطوط الجوية الفرنسية          | مطار باريس شارل ديغول |
| الخطوط الجوية الأمريكية         | مطار ميامي الدولي |
| Arajet                          | مطار لاس أمريكا الدولي |
| ATSA Airlines                   | Chachapoyas، Huánuco، Mazamari |
| أفيانكا                         | مطار إلدورادو الدولي |
| أفيانكا الإكوادور               | Guayaquil |
| Boliviana de Aviación           | Santa Cruz de la Sierra–Viru Viru |
| كونفياسا                        | عارض: مطار سيمون بوليفار الدولي |
| خطوط كوبا الجوية                | مطار توكومين الدولي |
| خطوط دلتا الجوية                | مطار هارتسفيلد جاكسون |
| أيبيريا (شركة طيران)            | مطار مدريد باراخاس الدولي |
| خطوط جيت بلو الجوية             | Fort Lauderdale |
| JetSmart Argentina              | مطار الوزير بيستارينيي الدولي |
| JetSmart Chile                  | مطار أرتورو ميرينو بينيتيز الدولي |
| JetSmart Perú                   | Arequipa، Cajamarca، Chiclayo، Cuzco، Iquitos، Juliaca، Piura، Talara، Tarapoto، Trujillo |
| الخطوط الجوية الملكية الهولندية | مطار سخيبول أمستردام |
| لاتام البرازيل                  | مطار غواروليوس الدولي |
| خطوط لان الجوية                 | Antofagasta، مطار لوس أنجلوس الدولي، مطار أرتورو ميرينو بينيتيز الدولي |
| لاتام الإكوادور                 | مطار الوزير بيستارينيي الدولي، Guayaquil |
| لاتام باراغواي                  | مطار سيلفيو بيتيروسي الدولي |
| لاتام بيرو                      | Arequipa، مطار الملكة بياتريس الدولي (تبدأ في 2 ديسمبر 2023)، Ayacucho، مطار إلدورادو الدولي، مطار برازيليا الدولي، Buenos Aires–Aeroparque، مطار الوزير بيستارينيي الدولي، Cajamarca، Cancún، مطار سيمون بوليفار الدولي (تستأنف في 1 أغسطس 2023)، Cartagena، Chiclayo، Cordoba (AR)، Cuzco، Foz do Iguaçu (تستأنف في 1 نوفمبر 2023)، Guayaquil، Ilo، Iquitos، Jaén، Jauja، Juliaca، La Paz، مطار لوس أنجلوس الدولي، مطار مدريد باراخاس الدولي، مطار خوسية ماريا كوردوفا الدولي، Mendoza، مطار بينيتو خواريز الدولي، مطار ميامي الدولي، مطار كاراسكو الدولي، مطار جون إف كينيدي الدولي، Piura، Porto Alegre، Pucallpa، Puerto Maldonado، Punta Cana، مطار ماريسكال سوكري الدولي، مطار ريو دي جانيرو الدولي، Salta (resumes 2 ديسمبر 2023)، مطار خوان سانتاماريا الدولي، Santa Cruz de la Sierra–Viru Viru، مطار أرتورو ميرينو بينيتيز الدولي، مطار غواروليوس الدولي، Tacna، Talara، Tarapoto، Trujillo، Tumbes |
| Plus Ultra Líneas Aéreas        | مطار مدريد باراخاس الدولي |
| طيران سكاي                      | مطار أرتورو ميرينو بينيتيز الدولي |
| Sky Airline Peru                | Arequipa، مطار الملكة بياتريس الدولي (تبدأ في 13 ديسمبر 2023)، Ayacucho، مطار الوزير بيستارينيي الدولي، Cajamarca (تبدأ في 17 يوليو 2023)، Cancún، Chiclayo (تبدأ في 17 يوليو 2023)، Cuzco، Iquitos، Jauja، Juliaca، مطار ميامي الدولي، Piura، Pucallpa، Punta Cana، مطار أرتورو ميرينو بينيتيز الدولي، مطار غواروليوس الدولي (تبدأ في 3 يوليو 2023)، Tacna، Talara، Tarapoto، Trujillo، Tumbes |
| خطوط سبيريت الجوية              | Fort Lauderdale |
| Star Perú                       | Cajamarca، Chiclayo، Huánuco، Iquitos، Pucallpa، Tarapoto |
| الخطوط الجوية المتحدة           | مطار جورج بوش الدولي، مطار نيوآرك ليبرتي الدولي |
| Volaris                         | Cancun، مطار بينيتو خواريز الدولي |
| Volaris Costa Rica              | مطار خوان سانتاماريا الدولي |
| وينغو (خطوط جوية)               | مطار إلدورادو الدولي |

### الشحن
| شركـات طيـران    | الوجهات                                                          |
| ---------------- | ---------------------------------------------------------------- |
| AerCaribe        | مطار إلدورادو الدولي، Iquitos، Santa Cruz de la Sierra–Viru Viru |
| Aerosucre        | مطار إلدورادو الدولي                                             |
| Air Canada Cargo | مطار تورونتو بيرسون الدولي                                       |